# 과학 문해
과학 문해 (Scientific literacy, Science literacy)는 과학, 과학적 방법론, 과학적 관찰, 과학 이론을 이해하는데 필요한 문장, 수, 디지털 문해를 아우르는 용어이다. 과학 문해는 주로 과학적 방법, 단위 및 측정 방법, 경험주의 및 특정 상관관계, 정성적 대 정량적 관찰 및 집계 통계의 통계에 대한 이해, 그리고 물리학과 같은 핵심 과학 분야에 대한 기본적인 이해와 관련이 있다.

## 같이 보기
- 건강 리터러시